# 沙巴缺鰭鯰
沙巴缺鰭鯰，為輻鰭魚綱鯰形目鯰科的其中一種，為熱帶淡水魚，分布於亞洲馬來西亞沙巴、沙勞越及汶萊淡水流域，體長可達15公分，棲息在底中層水域，生活習性不明。

## 扩展阅读
維基物種上的相關：沙巴缺鰭鯰